# Elymnias tautra
Elymnias tautra är en fjärilsart som beskrevs av Hans Fruhstorfer 1907. Elymnias tautra ingår i släktet Elymnias och familjen praktfjärilar. Inga underarter finns listade i Catalogue of Life.